# 那林台吉
那林台吉（1512年—？），明朝时蒙古贵族，孛儿只斤氏。達延汗之孫，巴爾斯博羅特第五子，衮必里克墨尔根、俺答汗、兀慎打儿罕剌布台吉、昆都力哈的弟弟，博迪达喇鄂特罕台吉、塔喇海台吉的哥哥，又作巴延达喇纳琳台吉。
那林台吉是蒙古左翼察哈尔万户所属察罕塔塔尔部（白鞑靼）领主。驻牧在宣府独石口正北边外，距离明朝边塞十五六日路程。在张家口与明朝互市。有子三人：都腊儿台吉、丙兔打儿汗台吉、打儿大台吉。